# Sénateur français
En France, un sénateur est un élu qui siège au Sénat, chambre haute du Parlement français. Il est élu au scrutin universel indirect et ses fonctions consistent notamment à exercer le pouvoir législatif.
En vertu de l'article 24 de la Constitution de la Ve République, il est le représentant des collectivités territoriales. Il siège au palais du Luxembourg.

## Histoire
Le terme « sénateur » vient du latin senatus, bâti sur le même radical que senex (« vieillard »), radical qu'on retrouve dans les mots « sénile » ou « sénescence ».

## Privilèges et immunités
En application de l'article 26 de la Constitution, le sénateur — comme le député — bénéficie de l'immunité parlementaire, qui peut toutefois être levée par le bureau du Sénat.

## Incompatibilité
Les incompatibilités prévues pour les sénateurs français sont de plusieurs ordres : l'article LO 142, du code électoral, a une clause générale qui interdit l'exercice des fonctions publiques non électives parlementaire ; il est une formulation appuyée sur une « jurisprudence administrative sur la notion de « service public » qui permet à peu la rigueur de l'interprète ».

## Indemnités et prérogatives diverses du sénateur
Le sénateur jouit de moyens matériels et financiers attachés à sa fonction : outre son « indemnité parlementaire » (5 246,81 euros net par mois, 7 100,15 euros brut), il bénéficie aussi d’une « indemnité représentative de frais de mandat » (IRFM, 6 109,89 euros/mois au 1er février 2017), pour payer les frais liés à son mandat, et d’un « crédit collaborateur » (jusqu'à 9 138 euros/mois), pour rémunérer un ou plusieurs assistants en poste au Sénat. Il dispose également d’un bureau personnel, et bénéficie aussi de divers avantages en matière de transports, et de communications, d'une couverture sociale, d'une caisse vieillesse et d'une assurance chômage spécifiques.
La réserve parlementaire est une somme fléchée annuellement par les parlementaires d'un montant de base de 130 000 euros sous le contrôle du rapporteur de la commission des Finances. Son montant total est de 90 millions d'euros pour l'Assemblée nationale et 55 millions pour le Sénat en 2006. Le montant par député était jusqu'en 2012 très variable, de quelques milliers d'euros pour les nouveaux membres du Parlement jusqu'à dépasser 1 000 000 euros. L’affectation de cette réserve est à la seule appréciation des parlementaires. Elle est utilisée pour cofinancer des projets de collectivités territoriales ou d'associations. [réf. obsolète]
Depuis 2011, les parlementaires peuvent consulter le Déontologue de l'Assemblée nationale pour éviter les conflits d'intérêts. Ce dernier et le président de l'Assemblée nationale proposent d'encadrer et d'assurer la publicité de l'action des clubs parlementaires qui sont animées par des entreprises de relations publiques. Créée en 2013, la Haute Autorité pour la transparence de la vie publique (HATVP) contrôle les déclarations de patrimoine des élus.

## Régime de retraite du sénateur
Les détails du régime de retraite d'un sénateur français ne sont pas publics. Ce régime serait particulièrement avantageux, avec un cumul possible permettant à un sénateur ayant effectué plusieurs mandats de bénéficier d'une retraite très largement supérieure à 100% de son « indemnité parlementaire » (5 246,81 euros net par mois). Une enquête de l'organe de presse Médiapart a échoué à obtenir des informations sur les règles de ce régime, qui restent non publiques y compris pour ses bénéficiaires, posant ainsi un problème de transparence démocratique.

## Liste des membres du Sénat (depuis le 24 avril 2024)
| Nom                       | Groupe politique                                                                                    | Département d'élection                       | Date d'élection (Élu et réélu)                                                                                              | Date d'élection (Élu et réélu)                                                                                              | Membre de(s) la/des Commission(s) | Autres fonctions au Sénat     |
| ------------------------- | --------------------------------------------------------------------------------------------------- | -------------------------------------------- | --- | --- | --- | ----------------------------- |
| Florence Blatrix Contat   | Membre du Groupe Socialiste, Écologiste et Républicain                                              | Département de l'Ain - 01                    | Élue le 27 septembre 2020                                                                                                   | Élue le 27 septembre 2020                                                                                                   | Membre de la Commission des Finances Secrétaire de la Commission des Affaires européennes                                                                                                 |                               |
| Patrick Chaize            | Membre du Groupe Les Républicains - Sénat                                                           | Département de l'Ain - 01                    | Élu le 28 septembre 2014 Réélu le 27 septembre 2020                                                                         | Élu le 28 septembre 2014 Réélu le 27 septembre 2020                                                                         | Membre de la Commission des Affaires économiques Membre de l'Office Parlementaire d'Évaluation des Choix Scientifiques et Technologiques (OPECST)                                         |                               |
| Sylvie Goy-Chavent        | Membre du Groupe Les Républicains - Sénat                                                           | Département de l'Ain - 01                    | Élue le 21 septembre 2008 Réélue le 28 septembre 2014 Réélue le 27 septembre 2020                                           | Élue le 21 septembre 2008 Réélue le 28 septembre 2014 Réélue le 27 septembre 2020                                           | Membre de la Commission des Affaires étrangères, de la Défense et des Forces armées |                               |
| Pascale Gruny             | Membre du Groupe Les Républicains - Sénat                                                           | Département de l'Aisne - 02                  | Élue le 28 septembre 2014 Réélue le 27 septembre 2020                                                                       | Élue le 28 septembre 2014 Réélue le 27 septembre 2020                                                                       | Vice-présidente de la Commission des Affaires sociales Membre de la Commission des Affaires européennes                                                                                   |                               |
| Antoine Lefèbre           | Membre du Groupe Les Républicains - Sénat                                                           | Département de l'Aisne - 02                  | Élu le 21 septembre 2008 Réélu le 28 septembre 2014 Réélu le 27 septembre 2020                                              | Élu le 21 septembre 2008 Réélu le 28 septembre 2014 Réélu le 27 septembre 2020                                              | Membre de la Commission des Finances | Questeur du Sénat             |
| Pierre-Jean Verzelen      | Membre du Groupe Les Indépendants - République et Territoires                                       | Département de l'Aisne - 02                  | Élu le 27 septembre 2020 | Élu le 27 septembre 2020 | Membre de la Commission de la Culture, de l'Éducation, de la Communication et du Sport |                               |
| Claude Malhuret           | Président du Groupe Les Indépendants - République et Territoires                                    | Département de l'Allier - 03                 | Élu le 28 septembre 2014 Réélu le 27 septembre 2020                                                                         | Élu le 28 septembre 2014 Réélu le 27 septembre 2020                                                                         | Membre de la Commission des Affaires étrangères, de la Défense et des Forces armées | Président de groupe politique |
| Bruno Rojouan             | Membre du Groupe Les Républicains - Sénat                                                           | Département de l'Allier - 03                 | Élu le 27 septembre 2020 | Élu le 27 septembre 2020 | Membre de la Commission de l'Aménagement du territoire et du Développement durable |                               |
| Jean-Yves Roux            | Membre du Groupe du Rassemblement Démocratique et Social Européen                                   | Département des Alpes-de-Haute-Provence - 04 | Élu le 28 septembre 2014 Réélu le 27 septembre 2020                                                                         | Élu le 28 septembre 2014 Réélu le 27 septembre 2020                                                                         | Vice-président de la Commission de l'Aménagement du territoire et du Développement durable                                                                                                |                               |
| Jean-Michel Arnaud        | Membre du Groupe Union Centriste - Sénat                                                            | Département des Hautes-Alpes - 05            | Élu le 27 septembre 2020 | Élu le 27 septembre 2020 | Membre de la Commission des Lois constitutionnelles, de la Législation, du Suffrage universel, du Règlement et d'Administration générale Membre de la Commission des Affaires européennes | Secrétaire du Sénat           |
| Alexandra Borchio Fontimp | Membre du Groupe Les Républicains - Sénat                                                           | Département des Alpes-Maritimes - 06         | Élue le 27 septembre 2020                                                                                                   | Élue le 27 septembre 2020                                                                                                   | Membre de la Commission de la Culture, de l'Éducation, de la Communication et du Sport Membre de l'Office Parlementaire d'Évaluation des Choix Scientifiques et Technologiques (OPECST)   | Secrétaire du Sénat           |
| Patricia Demas            | Membre du Groupe Les Républicains - Sénat                                                           | Département des Alpes-Maritimes - 06         | Élue le 27 septembre 2020                                                                                                   | Élue le 27 septembre 2020                                                                                                   | Membre de la Commission des Affaires sociales |                               |
| Dominique Estrosi Sassone | Membre du Groupe Les Républicains - Sénat                                                           | Département des Alpes-Maritimes - 06         | Élue le 28 septembre 2014 Réélue le 27 septembre 2020                                                                       | Élue le 28 septembre 2014 Réélue le 27 septembre 2020                                                                       | Présidente de la Commission des Affaires économiques |                               |
| Henri Leroy               | Membre du Groupe Les Républicains - Sénat                                                           | Département des Alpes-Maritimes - 06         | Devenu Sénateur le 1er octobre 2017 (à la suite de la démission de Louis Nègre) Élu le 27 septembre 2020                    | Devenu Sénateur le 1er octobre 2017 (à la suite de la démission de Louis Nègre) Élu le 27 septembre 2020                    | Membre de la Commission des Lois constitutionnelles, de la Législation, du Suffrage universel, du Règlement et d'Administration générale (Membre)                                         |                               |
| Philippe Tabarot          | Membre du Groupe Les Républicains - Sénat                                                           | Département des Alpes-Maritimes - 06         | Élu le 27 septembre 2020 | Élu le 27 septembre 2020 | Membre de la Commission de l'Aménagement du territoire et du Développement durable | Secrétaire du Sénat           |
| Mathieu Darnaud           | Membre du Groupe Les Républicains - Sénat                                                           | Département de l'Ardèche - 07                | Élu le 28 septembre 2014 Réélu le 27 septembre 2020                                                                         | Élu le 28 septembre 2014 Réélu le 27 septembre 2020                                                                         | Membre de la Commission des Lois constitutionnelles, de la Législation, du Suffrage universel, du Règlement et d'Administration générale (Membre)                                         | Vice-président du Sénat       |
| Anne Ventalon             | Apparentée au Groupe Les Républicains - Sénat                                                       | Département de l'Ardèche - 07                | Élue le 27 septembre 2020                                                                                                   | Élue le 27 septembre 2020                                                                                                   | Secrétaire de la Commission de la Culture, de l'Éducation, de la Communication et du Sport                                                                                                |                               |
| Esle Joseph               | Membre du Groupe Les Républicains - Sénat                                                           | Département des Ardennes - 08                | Élue le 27 septembre 2020                                                                                                   | Élue le 27 septembre 2020                                                                                                   | Secrétaire de la Commission de la Culture, de l'Éducation, de la Communication et du Sport                                                                                                |                               |
| Marc Laménie              | Apparenté au Groupe Les Républicains - Sénat                                                        | Département des Ardennes - 08                | Élu le 26 août 2007 Réélu le 21 septembre 2008 Réélu le 28 septembre 2014 Réélu le 27 septembre 2020                        | Élu le 26 août 2007 Réélu le 21 septembre 2008 Réélu le 28 septembre 2014 Réélu le 27 septembre 2020                        | Secrétaire de la Commission des Finances |                               |
| Jean-Jacques Michau       | Membre du Groupe Socialiste, Écologiste et Républicain                                              | Département de l'Ariège - 09                 | Élu le 27 septembre 2020 | Élu le 27 septembre 2020 | Membre de la Commission des Affaires économiques |                               |
| Vanina Paoli-Gagin        | Membre du Groupe Les Indépendants - République et Territoires                                       | Département de l'Aube - 10                   | Élue le 27 septembre 2020                                                                                                   | Élue le 27 septembre 2020                                                                                                   | Membre de la Commission des Finances |                               |
| Évelyne Perrot            | Membre du Groupe Union Centriste - Sénat                                                            | Département de l'Aube - 10                   | Élue le 17 décembre 2017 Réélue le 27 septembre 2020                                                                        | Élue le 17 décembre 2017 Réélue le 27 septembre 2020                                                                        | Membre de la Commission des Affaires étrangères, de la Défense et des Forces armées |                               |
| Gisèle Jourda             | Membre du Groupe Socialiste, Écologiste et Républicain                                              | Département de l'Aude - 11                   | Élue le 28 septembre 2014 Réélue le 27 septembre 2020                                                                       | Élue le 28 septembre 2014 Réélue le 27 septembre 2020                                                                       | Vice-présidente de la Commission des Affaires européennes Membre de la Commission des Affaires étrangères, de la Défense et des Forces armées                                             |                               |
| Sébastien Pla             | Membre du Groupe Socialiste, Écologiste et Républicain                                              | Département de l'Aude - 11                   | Élu le 27 septembre 2020 | Élu le 27 septembre 2020 | Membre de la Commission des Affaires économiques |                               |
| Jean-Claude Angars        | Membre du Groupe Les Républicains - Sénat                                                           | Département de l'Aveyron - 12                | Élu le 27 septembre 2020 | Élu le 27 septembre 2020 | Secrétaire de la Commission de l'Aménagement du territoire et du Développement durable |                               |
| Alain Marc                | Membre du Groupe Les Indépendants - République et Territoires                                       | Département de l'Aveyron - 12                | Élu le 28 septembre 2014 Réélu le 27 septembre 2020                                                                         | Élu le 28 septembre 2014 Réélu le 27 septembre 2020                                                                         | Membre de la Commission des Lois constitutionnelles, de la Législation, du Suffrage universel, du Règlement et d'Administration générale                                                  | Vice-président du Sénat       |
| Jérémy Bacchi             | Membre du Groupe Communiste, Républicain, Citoyen et Écologiste - Kanaky                            | Département des Bouches-du-Rhône - 13        | Élu le 27 septembre 2020 | Élu le 27 septembre 2020 | Vice-président de la Commission de la Culture, de l'Éducation, de la Communication et du Sport                                                                                            |                               |
| Guy Benarroche            | Membre du Groupe Écologiste - Solidarité et Territoires                                             | Département des Bouches-du-Rhône - 13        | Élu le 27 septembre 2020 | Élu le 27 septembre 2020 | Vice-président de la Commission des Lois constitutionnelles, de la Législation, du Suffrage universel, du Règlement et d'Administration générale                                          |                               |
| Valérie Boyer             | Membre du Groupe Les Républicains - Sénat                                                           | Département des Bouches-du-Rhône - 13        | Élue le 27 septembre 2020                                                                                                   | Élue le 27 septembre 2020                                                                                                   | Membre de la Commission des Affaires étrangères, de la Défense et des Forces armées Membre de la Commission des Affaires européennes                                                      |                               |
| Marie-Arlette Carlotti    | Membre du Groupe Socialiste, Écologiste et Républicain                                              | Département des Bouches-du-Rhône - 13        | Élue le 27 septembre 2020                                                                                                   | Élue le 27 septembre 2020                                                                                                   | Membre de la Commission des Affaires étrangères, de la Défense et des Forces armées | Questeure du Sénat            |
| Brigitte Dévesa           | Membre du Groupe Union Centriste - Sénat                                                            | Département des Bouches-du-Rhône - 13        | Devenue Sénatrice le 6 juillet 2021 à la suite du décès de Patrick Boré (survenu le 5 juillet 2021)                         | Devenue Sénatrice le 6 juillet 2021 à la suite du décès de Patrick Boré (survenu le 5 juillet 2021)                         | Membre de la Commission des Affaires sociales Membre de la Commission des Affaires européennes                                                                                            |                               |
| Mireille Jouve            | Membre de la Réunion administrative des Sénateurs ne figurant sur la liste d'aucun groupe politique | Département des Bouches-du-Rhône - 13        | Élu le 28 septembre 2014 Redevenue Sénatrice le 21 mars 2024 (à la suite de la démission de M. Jean-Noël Guérini)           | Élu le 28 septembre 2014 Redevenue Sénatrice le 21 mars 2024 (à la suite de la démission de M. Jean-Noël Guérini)           | Inconnue à la date de la rédaction de ce document. |                               |
| Stéphane Le Rudulier      | Membre du Groupe Les Républicains - Sénat                                                           | Département des Bouches-du-Rhône - 13        | Élu le 27 septembre 2020 | Élu le 27 septembre 2020 | Membre de la Commission des Lois constitutionnelles, de la Législation, du Suffrage universel, du Règlement et d'Administration générale                                                  |                               |
| Stéphane Ravier           | Membre de la Réunion administrative des Sénateurs ne figurant sur la liste d'aucun groupe politique | Département des Bouches-du-Rhône - 13        | Élu le 28 septembre 2014 Réélu le 27 septembre 2020                                                                         | Élu le 28 septembre 2014 Réélu le 27 septembre 2020                                                                         | Membre de la Commission des Affaires étrangères, de la Défense et des Forces armées |                               |
| Pascal Allizard           | Membre du Groupe Les Républicains - Sénat                                                           | Département du Calvados - 14                 | Élu le 28 septembre 2014 Réélu le 27 septembre 2020                                                                         | Élu le 28 septembre 2014 Réélu le 27 septembre 2020                                                                         | Vice-président de la Commission des Affaires étrangères, de la Défense et des Forces armées Membre de la Commission des Affaires européennes                                              |                               |
| Corinne Féret             | Membre du Groupe Socialiste, Écologiste et Républicain                                              | Département du Calvados - 14                 | Devenue Sénatrice le 12 juin 2015 (à la suite de la démission d'office de François Aubey) Élue le 27 septembre 2020         | Devenue Sénatrice le 12 juin 2015 (à la suite de la démission d'office de François Aubey) Élue le 27 septembre 2020         | Secrétaire de la Commission des Affaires sociales |                               |
| Sonia de La Provôté       | Membre du Groupe Union Centriste - Sénat                                                            | Département du Calvados - 14                 | Devenue Sénatrice le 1er octobre 2017 (à la suite de la démission d'office de Jean-Léonce Dupont) Élue le 27 septembre 2020 | Devenue Sénatrice le 1er octobre 2017 (à la suite de la démission d'office de Jean-Léonce Dupont) Élue le 27 septembre 2020 | Membre de la Commission de la Culture, de l'Éducation, de la Communication et du Sport Membre de l'Office Parlementaire d'Évaluation des Choix Scientifiques et Technologiques (OPECST)   | Secrétaire du Sénat           |
| Bernard Delcros           | Membre du Groupe Union Centriste - Sénat                                                            | Département du Cantal - 15                   | Élu le 6 septembre 2015 Réélu le 27 septembre 2020                                                                          | Élu le 6 septembre 2015 Réélu le 27 septembre 2020                                                                          | Vice-président de la Commission des Finances |                               |
| Stéphane Sautarel         | Apparenté au Groupe Les Républicains - Sénat                                                        | Département du Cantal - 15                   | Élu le 27 septembre 2020 | Élu le 27 septembre 2020 | Vice-président de la Commission des Finances |                               |
| François Bonneau          | Apparenté au Groupe Union Centriste - Sénat                                                         | Département de la Charente - 16              | Élu le 27 septembre 2020 | Élu le 27 septembre 2020 | Secrétaire de la Commission des Affaires étrangères, de la Défense et des Forces armées Membre de la Commission des Affaires européennes                                                  |                               |
| Nicole Bonnefroy          | Membre du Groupe Socialiste, Écologiste et Républicain                                              | Département de la Charente - 16              | Élue le 21 septembre 2008 Réélue le 28 septembre 2014 Réélue le 27 septembre 2020                                           | Élue le 21 septembre 2008 Réélue le 28 septembre 2014 Réélue le 27 septembre 2020                                           | Vice-présidente de la Commission de l'Aménagement du territoire et du Développement durable                                                                                               | Secrétaire du Sénat           |
|                           | | Département de la Charente-Maritime - 17     | | | |                               |
|                           | |                                              | | | |                               |
|                           | |                                              | | | |                               |
|                           | | Département du Cher - 18                     | | | |                               |
|                           | |                                              | | | |                               |
|                           | | Département de la Corrèze - 19               | | | |                               |
|                           | |                                              | | | |                               |
|                           | | Département de Corse-du-Sud - 2A             | | | |                               |
|                           | | Département de la Haute-Corse - 2B           | | | |                               |
|                           | | Département de la Côte-d'Or - 21             | | | |                               |
|                           | |                                              | | | |                               |
|                           | |                                              | | | |                               |
|                           | |                                              | | | |                               |